# Stefan Potocki (zm. 1730)
Stefan Potocki herbu Pilawa (ur. 1665 w Haliczu, zm. 10 maja 1730 we Lwowie) – wojewoda mazowiecki, wojewoda pomorski i marszałek nadworny koronny w 1726 roku, referendarz wielki koronny w 1710 roku, marszałek sejmu 1724 i 1726 roku, starosta generalny ruski w latach 1726–1729, starosta niegrodowy guzowski w latach 1724–1726, starosta czerkaski w 1694 roku, starosta trembowelski.

## Życiorys
Syn Pawła, brat Józefa Stanisława i Teodora Andrzeja prymasa, ojciec Joachima generała-lejtnanta wojsk koronnych.
Poseł sejmiku podolskiego na sejm zwyczajny 1688 roku, sejm 1690 roku, sejm nadzwyczajny 1693 roku, sejm 1695 roku, poseł sejmiku halickiego na sejm zwyczajny 1692/1693 roku. Poseł sejmiku połockiego na sejm konwokacyjny 1696 roku. Poseł na sejm elekcyjny 1697 roku z województwa podolskiego, oddał głos na Augusta II Mocnego. W 1699 roku wybrany komisarzem na Trybunał Skarbowy Koronny w Radomiu. Poseł na sejm 1701 roku i sejm z limity 1701-1702 roku z ziemi halickiej.
Został podkomorzym halickim, a następnie krajczym wielkim koronnym w 1703 roku. Poseł na sejm 1703 roku z ziemi halickiej. Był konsyliarzem ziemi halickiej w konfederacji sandomierskiej 1704 roku.  Pełnił funkcję referendarza koronnego od 1710 roku. Jako deputat sejmu lubelskiego był uczestnikiem Walnej Rady Warszawskiej 1710 roku. Poseł na sejm z limity 1719/1720 roku z ziemi halickiej. Poseł na sejm 1720 roku. Poseł ziemi halickiej na sejm 1722 roku. Poseł województwa podolskiego na sejm 1724 roku.
Około 1714 został właścicielem Maciejowic.
Był trzykrotnie żonaty.

## Odznaczenia
- Order Orła Białego (1715)[12].